# Parinari oblongifolia
Parinari oblongifolia är en tvåhjärtbladig växtart som beskrevs av Joseph Dalton Hooker. Parinari oblongifolia ingår i släktet Parinari och familjen Chrysobalanaceae. Inga underarter finns listade i Catalogue of Life.